# Kvadrat (aritmetika)
U aritmetici kvadratom broja x nazivamo broj koji x daje pomnožen sam sa sobom. Operacija kojom dobivamo kvadrat naziva se kvadriranje. Oznaka za kvadrat je broj 2 kojeg pišemo povišeno (u superskriptu) desno od broja kojeg kvadriramo, npr. 32, a čita se "na kvadrat" ili rjeđe "kvadrirano". Oznaku je 1637. uveo francuski matematičar René Descartes. Primjerice:
{\displaystyle 5^{2}=5\cdot 5=25}
Naziv potječe iz geometrije: kvadrat je četverokut s četiri prava kuta i četiri jednake stranice. Iznos njegove ploštine dobivamo kvadriranjem duljine njegove stranice.
Kvadriranje je poseban slučaj potenciranja. Naime, kvadrat je isto što i 2. potencija broja. Daljnjim množenjima s početnim brojem dobivamo 3. potenciju - kub, 4. potenciju itd.
Brojeve koji su kvadrati cijelih brojeva nazivamo potpunim kvadratima. To su 0, 1, 4, 9, 16... Većina pozitivnih cijelih brojeva nisu potpuni kvadrati, te se takvi često javljaju u teoriji brojeva. Međutim, svaki nenegativni realni broj (pozitivni ili nula) kvadrat je nekog realnog broja, te je svaki kompleksni broj kvadrat nekog kompleksnog broja.
Funkcija {\displaystyle f(x)=x^{2}} na skupu {\displaystyle \mathbb {R} } pridjeljuje svakom realnom broju njegov kvadrat. Takva funkcija je kvadratna funkcija, a njezin graf je jedinična parabola. Njen inverz je drugi korijen ili kvadratni korijen {\displaystyle {\sqrt {x}}}.
Kvadrat negativnog broja jednak je kvadratu njemu suprotnog pozitivnog broja (njegovog aditivnog inverza):
{\displaystyle (-x)^{2}=x^{2}}
Svi kvadrati realnih brojeva su pozitivni brojevi, te je svaki pozitivni realni broj kvadrat dvaju brojeva, oblika x i −x. (Jedino je nula kvadrat samo jednog broja - nule.) Za oba ta broja može se reći da su korjenovi početnog broja, ali konvencionalno definiramo da je √x uvijek pozitivan broj za realan x. Općenitije, u skupu kompleksnih brojeva vrijedi da svaki broj različit od nule ima dva kompleksna broja kojima je kvadrat.

## Iracionalni i kompleksni brojevi
Pitagorejce, koji su znali za cijele i racionalne brojeve, mučio je problem nalaženja duljine dijagonale kvadrata čija je duljina stranice poznata. Naime, odnos duljine dijagonale kvadrata prema duljini stranice je √2 : 1. Euklid je dokazao da je drugi korijen iz 2 iracionalan broj. To je vjerojatno prvi dokaz da postoje brojevi koji nisu racionalni.
Kompleksni i imaginarni brojevi također vuku podrijetlo iz svojstva kvadrata. Imaginarni brojevi se u biti definiraju kao odgovor na pitanje: koji broj ima kvadrat koji je negativan broj? 